# Freeport, Minnesota
Freeport är en ort i Stearns County i Minnesota. Vid 2010 års folkräkning hade Freeport 632 invånare.